# Hypsoprorachis tuberosa
Hypsoprorachis tuberosa är en insektsart som beskrevs av Fonseca och Diringshofen 1969. Hypsoprorachis tuberosa ingår i släktet Hypsoprorachis och familjen hornstritar. Inga underarter finns listade i Catalogue of Life.